# Pure/You're my sunshine
《Pure/You're my sunshine》日本音樂團體EXILE（放浪兄弟）的第27張單曲。2008年2月27日於日本發行。

## 解說
- 精選專輯《EXILE CATCHY BEST》的先行單曲。雖然是雙A面單曲,但《You're my sunshine》並沒有音樂影片（PV）。在電視節目宣傳披露時也只是唱《Pure》。不過《Pure》《You're my sunshine》都收錄於精選專輯內。
- 以「CD+DVD」及「CD ONLY」2種形態發售，只有初回限定盤是紙盒包裝。
- 為發行打頭陣，從2008年2月1日起，展開了與LISMO的宣傳活動《LISMO Recommend EXILE》，LISMO的廣告歌《Pure》成為了「EZ等候歌」頭20萬名獲送的禮物以外，《Pure》的手機片段下載和video clip均被限定先行發信。
- 除此之外，au Records發售付有原創優惠的CD、特別影片的發佈等。及與稱為《LISXILE》的松鼠的動畫角色一起為該廣告演出。隊長的HIRO看了由佐野研二郎負責LISMO的插圖的「EXILE風LISMO」後稱讚，並決定共同演出。[2]

## 發行版本
- CD
- CD+DVD

## 收錄曲目

### CD
1. Pure [4:06]
  - 作詞：ATSUSHI / 作曲・編曲：春川仁志

au《W54S》廣告歌
au《LISMO》廣告歌
2. You're my sunshine [4:04]
  - 作詞：TAKAHIRO / 作曲・編曲：原一博

music.jp TV 廣告歌
映画《白色榮光》主題歌
3. 不變的心意 ノ（日语：変わらないモノ） [5:00]
  - 作詞：ATSUSHI / 作曲：宅見将典 / 編曲：中野雄太

第6張單曲《EXILE LOVE》的收錄歌曲
DAIHATSU《TANTO　CUSTOM》廣告歌
日本電視台系《音樂戰士 MUSIC FIGHTER》2007年12月 POWER PLAY
4. Pure (Instrumental)
5. You're my sunshine (Instrumental)
6. 不變的心意 （日语：変わらないモノ）(Instrumental)

### DVD
1. Pure (Video Clip)

## 收錄專輯
- EXILE LOVE（#3）
- EXILE CATCHY BEST（#1,2）
- EXILE BALLAD BEST（#3）

## 備註
1. 1 2  . Oricon. 2002  [2013-01-14]. （原始内容存档于2013-05-08） （日语）.
2. ↑  . 日刊スポーツ. 2008-01-28  [2013-01-15]. （原始内容存档于2010-08-16） （日语）.

## 外部連結
- （日語）LISMO Recommend EXILE[永久]